# 承天閣美術館
承天閣美術館（じょうてんかくびじゅつかん）は、京都府京都市上京区の相国寺境内にある美術館。
相国寺創建600年記念事業の一環として1984年に開館した。相国寺および臨済宗相国寺派に属する鹿苑寺（金閣寺）や慈照寺（銀閣寺）などが所有する墨蹟・絵画・工芸品等の文化財（国宝 2件（5点）と国の重要文化財多数を含む）を収蔵・展示している。2004年には同年閉館した萬野美術館（大阪市）から国宝・重要文化財を含む約200点の美術品が寄贈された。
館名の「承天閣」は、相国寺の詳名である「相国承天禅寺」にちなむものである。なお「承天閣美術館」は法人格を有せず、国宝、重要文化財をはじめとする作品の所蔵者は相国寺および関連寺院である。
開基足利義満600年忌の記念事業として増改築を行って2007年5月13日に全館オープンし、展示室の面積は従来の倍以上となった。

## 施設

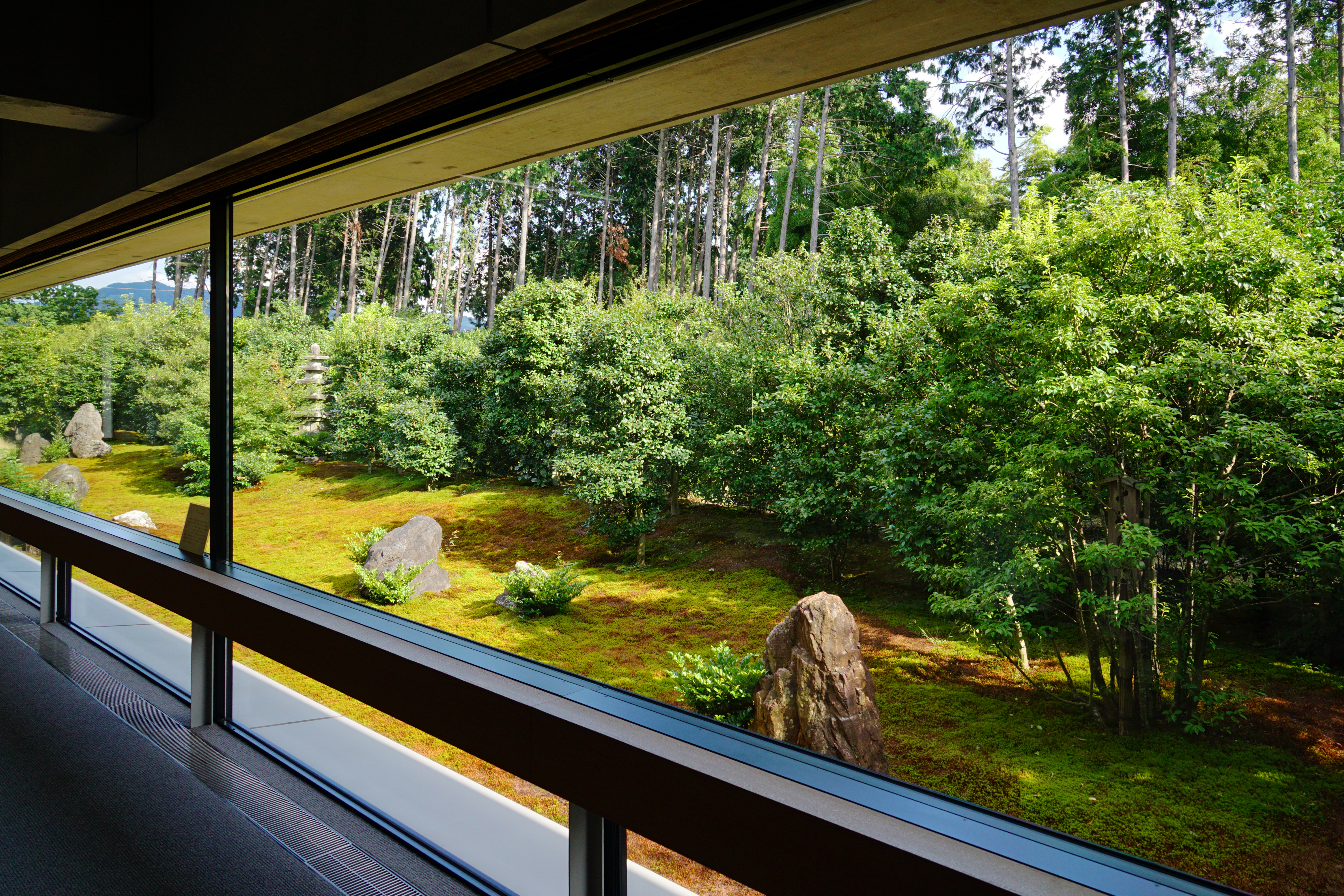
十牛の庭

- 第一展示室
- 第二展示室
- 中央ロビー
- 東ロビー
- 西回廊、中央回廊（ホワイエ）、東回廊
- 前庭
- 十牛の庭

## 相国寺および関連寺院伝世品

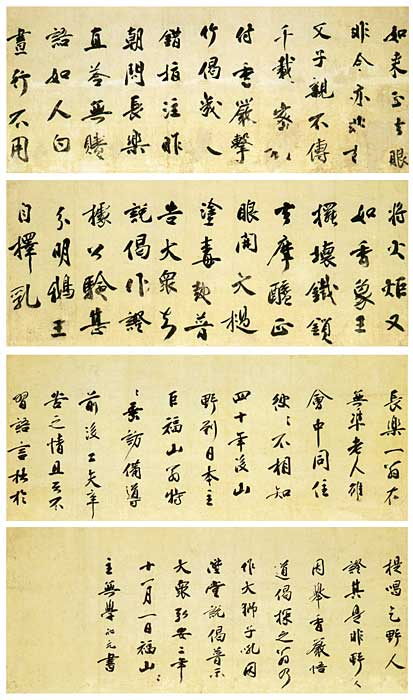
無学祖元墨蹟

### 国宝
- 無学祖元墨蹟 4幅（与長楽寺一翁偈語 弘安二年十一月一日）（相国寺所有）

### 重要文化財
相国寺所有
- 子元祖元・高峰顕日問答語
- 異国通船朱印状 西笑承兌
- 十六羅漢図 陸信忠
- 十牛頌 絶海中津
- 竹林猿猴図屏風 長谷川等伯
- 鳴鶴図 文正
- 鳳凰石竹図 林良

光源院（相国寺塔頭）所有
- 春屋妙葩頂相 吉山明兆

鹿苑寺（金閣寺）所有
- 鹿苑寺大書院障壁画 50面 伊藤若冲
- 足利義満像 飛鳥井雅縁賛
- 足利義満像 足利義持賛
- 龍湫周沢墨蹟 慈聖院并寿寧院遺誡
- 木造不動明王立像

慈照寺（銀閣寺）所有
- 春屋妙葩頂相 自賛

## 萬野美術館旧蔵品等

### 国宝
- 玳玻天目茶碗 南宋時代、吉州窯

### 重要文化財
（特記なきものは相国寺所有）
- 紙本金地著色蔦の細道図 六曲一双 伝俵屋宗達
- 絹本著色白雲紅樹図 池大雅
- 紙本金地著色遊楽図 六曲一隻
- 紙本著色源公忠像（佐竹本三十六歌仙絵巻断簡）
- 絹本著色白楽天像 無学祖元賛
- 紙本著色七難七福図 3巻 円山応挙（附:応挙筆画稿2巻、祐常筆注文画稿1巻）
- 絹本著色孔雀牡丹図 円山応挙
- 紙本墨画淡彩瀑布図[2] 円山応挙 安永元年（1772年）四月の年記
- 紙本墨画毘沙門天図 雪舟[3]
- 絹本墨画淡彩山水図 謝時臣筆
- 一山一寧墨蹟 金剛経序
- 寂室元光墨蹟 貞治丙午
- 竺田悟心墨蹟 至順元年（鹿苑寺蔵）
- 乾峯士曇墨蹟 初心弁道
- 月礀文明墨蹟（2字目は石偏に「閒」）「同途」二大字
- 霊石如芝墨蹟 餞別偈（慈照寺蔵）
- 南堂清欲墨蹟 至正丁亥
- 拙庵徳光墨蹟（金渡墨蹟）（鹿苑寺蔵）
- 慈円僧正願文 嘉禄元年
- 後光厳院宸翰消息（何条事候哉云々）
- 黄瀬戸大根文鉦鉢
- 楽焼赤茶碗（加賀）本阿弥光悦作
- 唐津鉄斑文壺
- 黒漆壺胡籙（5字目は竹冠に「録」）貞治二年銘
- 源氏夕顔蒔絵手箱
- 鋳銅梅竹文透釣燈籠 天文廿一年銘
- 菊花双雀鏡
- 無文磬
- 芦屋無地真形釜
- 芦屋七宝文真形釜

## 展覧会
- 伝来の茶道具展：2006年7月15日(土)～2007年4月15日(日)
- 若冲展　釈迦三尊像と動植綵絵　120年ぶりの再会：2007年5月13日(日)～6月3日(日）
- 相国寺の禅林文化　―室町から近世へ―：2007年9月15日(土)～2008年4月13日(日)
- 山口伊太郎遺作　源氏物語錦織絵巻展：2008年4月27日(日)～2008年7月21日(日)
- 狩野派と近世絵画　（前期）―壮麗と瀟洒と―　：2008年7月27日(日)～2008年11月30日(日)
- 狩野派と近世絵画　（後期）―爛漫と枯淡と―　：2008年12月6日(土)～2009年3月29日(日)
- 相国寺 金閣 銀閣名宝展 ―パリからの帰国―　：2009年4月11日(土)～2009年9月6日(日)
- 105歳山口安次郎作能装束展 ―心と技の饗宴―　：2009年9月14日(月)～2009年12月6日(日)
- 世界遺産　金閣・銀閣寺宝展―墨蹟・絵画・茶道具の名品―　：2009年12月13日(日)～2010年3月22日(月)
- 江戸の粋・明治の技　柴田是真の漆×絵　：2010年4月3日(土)～2010年6月6日(日)予定

## 所在地
- 〒602-0898　京都府京都市上京区今出川通烏丸東入上ル相国寺門前町701

## 交通アクセス
- 京都市営地下鉄烏丸線 今出川駅3番出口より 徒歩8分
- 京阪電気鉄道 出町柳駅3番出口より 徒歩20分